# Yunnori
Le Yunnori (hangeul : 윷놀이, littéralement, « Jeu du yut »), parfois abrégé en Occident par le nom d'un de ses coups : Yut (hangeul : 윷) est un jeu de plateau coréen d'origine chinoise, datant de la dynastie Han, et joué en Corée, notamment lors des célébrations de Seollal (hangeul : 설날), fête du nouvel an.
Sous la Dynastie Jin (265-420), il aurait été appelé « les quatre principes » 四維 / 四维, sì wéi ou « Jeu des quatre principes » 四维戏 / 四維戲, sì wéi xì. Il est mentionné dans les « Notes sur les anciennes méthodes d’arithmétique (zh) » (数术记遗, Shùshù jìyí) de Xu Yue (徐岳, Xú Yuè.

## Éléments du jeu

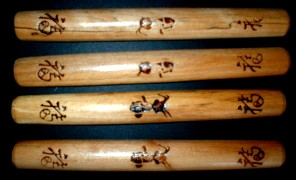
Les quatre yutgarak (윷가락)

Le jeu est proche du jeu des petits chevaux occidental. Il est composé d'un plateau comportant des cases, situées sur des lignes, entourant le plateau et en croix.
Il y a deux ensemble de quatre pions, appelés « mal » (말/馬, cheval), de deux couleurs différentes représentant chaque joueur. Ils sont généralement de couleur bleue et rouge, comme le yin et le yang du taiji du drapeau coréen, ou bien noir et blanc, comme la version imprimée du taiji ou les pions du jeu de go. Le jeu est lié à l'origine avec un système divinatoire chinois proche du yi jing.
Quatre types d'objets peuvent servir de dés :
Deux types de bâtons « Yutgarak » (윷가락) ; les jang-jak yut (장작(長斫) 윷)mesurent 15 cm de longueur et comportent un diamètre de deux à trois centimètres. Ils sont plats d'un côté, arrondis et comportant trois inscriptions de l'autre. Ils sont généralement fait en bois de châtaignier, ils peuvent aussi être en bouleau.
Les  bam yut (밤 윷) sont plus petits, joués dans un bol et font le bruit « bam », d'où ils tirent leur nom. Ils sont populaires dans la province de Gyeongsang du Sud.
En Corée du Nord, des haricots (rouges et bleus) sont utilisés.

## Déroulement du jeu
Le joueur pour gagner doit faire faire le tour du plateau à ses pions. Pour cela, le joueur lance les quatre bâtons et peut avancer d'un nombre de cases correspondant au nombre de bâtons sur le dos. Si les quatre bâtons sont sur le dos, il y a alors « yut », s'ils sont côté plat vers le sol, le joueur avance de cinq cases.
| Nom en hangeul                 | Transcription                                | Position des bâtons | Description                                                     |
| ------------------------------ | -------------------------------------------- | ------------------- | --------------------------------------------------------------- |
| 도                             | do                                           | 앞 · 뒤 · 뒤 · 뒤   | Le joueur peut avancer d'une case.                              |
| 개                             | gae                                          | 앞 · 앞 · 뒤 · 뒤   | Le joueur peut avancer de deux cases.                           |
| 걸                             | geol                                         | 앞 · 앞 · 앞 · 뒤   | Le joueur peut avancer de trois cases.                          |
| 윷                             | yut                                          | 앞 · 앞 · 앞 · 앞   | Le joueur peut avancer de quatre cases et peut jouer de nouveau |
| 모                             | mo                                           | 뒤 · 뒤 · 뒤 · 뒤   | Le joueur peut avancer de cinq cases et peut jouer de nouveau   |
| 뒷도 또는 백도(빽도) 또는 후도 | dwisdo ttoneun baegdo (ppaegdo) ttoneun hudo | 앞 · 뒤 · 뒤 · 뒤   | Le joueur recule d'une case.                                    |
| 낙                             | nag                                          |                     |                                                                 |

Lorsqu'un pion d'une couleur tombe sur un pion de la couleur opposée, le pion de la couleur opposée est retirée du plateau et le joueur peut rejouer un tour.
Lorsqu'un pion d'une couleur tombe sur un pion de la même couleur, les deux pions peuvent alors être déplacés ensemble. Cela permet d’accélérer le déplacement autour du plateau, mais fait prendre le risque de perdre les deux pions d'un coup, si un pion de couleur adverse tombe sur celui-ci.
Il est possible d'effectuer quatre parcours différents sur le plateau. Le passage par la partie intérieure permet de réduire la longueur du parcours. 

#### Jeux similaires ou proches
- Awalé – Afrique de l'Ouest.
- Jeu des petits chevaux – 1936, France.
- Ludo – 1896, Royaume-Uni.
- Pachisi – Antiquité, Inde.
- Parcheesi – États-Unis, (renommage et mise sous marque du jeu indien).
- Patolli – Mésoamérique.
- T'en fais pas – 1910, Allemagne, petits chevaux sous marque.

#### Arts divinatoires
- Yi jing
- Géomancie
- Ifa